# Kampung Baro (Pasie Raja)
Kampung Baro is een bestuurslaag in het regentschap Aceh Selatan van de provincie Atjeh, Indonesië. Kampung Baro telt 480 inwoners (volkstelling 2010).